# Área metropolitana de Louisville/Condado de Jefferson
El área metropolitana de Louisville, también conocida como Kentuckiana o Área Estadística Metropolitana de Louisville-Jefferson County, KY-IN MSA como la denomina oficialmente la Oficina de Administración y Presupuesto, es un Área Estadística Metropolitana centrada en la ciudad de Louisville, y que abarca parte de los estados estadounidenses de Kentucky e Indiana. El área metropolitana tiene una población de 1.283.566 habitantes según el Censo de 2010, convirtiéndola en la 42.º área metropolitana más poblada de los Estados Unidos.

## Composición
El área metropolitana está compuesta por 9 condados del estado de Kentucky, junto con su población según los resultados del censo 2010:
- Bullitt – 74.319 habitantes
- Henry – 15.416 habitantes
- Jefferson – 741.096 habitantes
- Meade – 28.602 habitantes
- Nelson – 43.437 habitantes
- Oldham – 60.316 habitantes
- Shelby – 42.074 habitantes
- Spencer – 17.061 habitantes
- Trimble – 8.809 habitantes;

y 4 condados del estado de Indiana, junto con su población según los resultados del censo 2010:
- Clark – 110.232 habitantes
- Floyd – 74.578 habitantes
- Harrison – 39.364 habitantes
- Washington – 28.262 habitantes

## Área Estadística Metropolitana Combinada
El Área Estadística Metropolitana Combinada de Louisville–Elizabethtown–Scottsburg, KY–IN CSA está formada por el área metropolitana de Louisville junto con:
- El Área Estadística Metropolitana de Elizabethtown, KY MSA, situada en los condados de Hardin y LaRue, Kentucky, con 119.736 habitantes; y
- El Área Estadística Micropolitana de Scottsburg, IN µSA, situada en el condado de Scott, Indiana, con 24.181 habitantes;

totalizando 1.427.483 habitantes en un área de 14.083 km².

## Principales comunidades del área metropolitana
Ciudad principal 
- Louisville, Kentucky